# والس (فیلم)
والس (ایتالیایی: Valzer) یک فیلم درام ایتالیایی است که در سال ۲۰۰۷ میلادی منتشر شد. این فیلم نخستین بار در شصت و چهارمین دورهٔ جشنواره فیلم ونیز به نمایش درآمد.

## بازیگران
- مائوریتسیو میکلی
- والریا سولارینو
- کریستینا سرافینی
- بندیکتا بوکولی
- مارینا روکو
- جانکارلو یودیکا کوردیا